# هيثم المالح
هيثم المالح (ولد 1350 هـ / 1931 م)، قانوني سوري، قاضٍ ومحامٍ، ومناضل حقوقي، وناشط سياسي، وكاتب مؤرِّخ، معارض للظلم والاستبداد، ولا سيَّما في عهد حزب البعث وحُكم الرئيسين حافظ الأسد وبشار الأسد. اعتُقل مرَّات، ونجا من محاولات اغتيال، وعمل مع منظمة العفو الدَّولية، وأسهم في تأسيس الجمعية السورية لحقوق الإنسان، وتولى مناصب في المعارضة السورية، منها مسؤول اللجنة القانونية في الائتلاف الوطني لقوى الثورة. عُرف في سوريا بلقب "شيخ الحقوقيين".

## سيرته
وُلد الأستاذ هيثم المالح في دمشق، يوم السبت 2 ربيع الآخر 1350هـ الموافق 15 أغسطس (آب) 1931م.
حصل على إجازة في القانون، ودبلوم القانون الدَّولي العام، بدأ عمله محاميًا عام 1957، انتقل عام 1958 إلى القضاء، أصدرت السلطات السورية في عام 1966 قانونًا خاصًّا سُرِّح بسببه من عمله في القضاء، فعاد إلى مجال المحاماة.
بدأ النشاط السياسي عام 1951 في إبَّان الحُكم العسكري للرئيس أديب الشيشكلي، واعتُقل في عهد الرئيس حافظ الأسد من 1980 إلى 1986، مع أعداد كبيرة من النقابيين والناشطين السياسيين والمعارضين بسبب مطالبته بإصلاحات دستورية، وأضرب في أثناء اعتقاله عن الطعام عدَّة مرَّات بلغ مجموعها 110 أيام، منها سبعون يومًا متواصلة أشرف فيها على الموت.
منذ عام 1989 يعمل مع منظمة العفو الدَّولية، وأسهم مع آخرين بتأسيس الجمعية السورية لحقوق الإنسان.
اعتُقل مرَّة أُخرى في 14 تشرين الأول 2009 وله من العمر 78 عامًا، وأعلنت منظمات مدافعة عن حقوق الإنسان في لندن ودمشق أنه معتقل منذ ذلك التاريخ، من قِبَل فرع الأمن السياسي بدمشق. ويأتي هذا الاعتقال بسبب حوار هاتفي أجرته معه فضائية بردى السورية المعارضة، انتقد فيه المالح الوضع السوري الراهن، ودعا إلى محاربة الفساد. وقال: «في سوريا يزداد الفقير فقرًا، ويزداد الغني تُخَمةً، إضافة إلى نهب المال العام والفساد المُستشري.. وبسبب هذا الوضع غير المقبول، تفكِّر كل مجموعة بالتحرُّك بصورة من الصور». وأضاف: «المستقبل مرهون بيد الشعب، وعلى الناس أن تدافعَ عن مصالحها، وعلى كل مواطن أن يعيَ حقوقه ويدافع عنها... ويجب ألا نتنكَّر للحقِّ وإلا تدمَّر البلد».
وكان الأمن السياسي استدعى المالح بتاريخ 13 أكتوبر (تشرين الأول) للاستجواب، لكنه رفض الاستجابة، وغادر منزله في الصباح التالي فلم يعُد إليه. وحين حاول الأصدقاء الاتصال بهاتفه الجوَّال، تبين أنه مغلق. ولم يتمكَّن أقاربه وأصدقاؤه من الوصول إلى أي معلومات عن مكانه. ثم أُطلق سَراحه في إثر عفو رئاسي عام بتاريخ 13 مارس (آذار) 2011.

## تشكيل الحكومة المؤقتة
كُلِّف بتاريخ 31 من حَزِيران 2012 تشكيلَ مجلس الأمناء الثوري الوطني السوري، وتكليف الحكومة الانتقالية ومقرُّها القاهرة.

## مؤلفاته
1. سورية شَرْعَنة الجريمة، دار مدارك، بيروت، 2012.
2. إضاءات سياسية، مؤسسة الريان للطباعة والنشر والتوزيع، 2021.
3. ذكريات على طريق الحياة، ثلاثة أجزاء، مؤسسة الريان للطباعة والنشر والتوزيع، 2021.

#### كتب قدَّم لها
1. روسيا والثورة السورية من دعم القاتل إلى شريك في القتل، تأليف عمار ياسر حمو، دار عمار للنشر، عمَّان، 2016.

## وصلات خارجية
- تداعيات الإفراج عن المعارض السوري هيثم المالح - قناة الجزيرة
- مراجعات مع هيثم المالح - الحلقة الأولى - قناة الحوار
- لقاء خاص مع المعارض السوري هيثم المالح - قناة الجزيرة
- مؤلفات تحاكي تاريخ سوريا.. نبذة عن كتابات "شيخ الحقوقيين السوريين" هيثم المالح
- عن واقع منظمة طلائع البعث وقرار حافظ الأسد بحل النقابات 1980 | الذاكرة السورية
- المالح يحكي قصة رزان زيتونة وتفاصيل شهادته حول اغتيال الحريري | الذاكرة السورية